# Delta Rodanu
Delta Rodanu (fr. Bouches-du-Rhône, wymowaⓘ) – francuski departament położony w regionie Prowansja-Alpy-Lazurowe Wybrzeże. Utworzony został podczas rewolucji francuskiej 4 marca 1790. Departament oznaczony jest liczbą 13.
Według danych na rok 2013 liczba zamieszkującej departament ludności wynosi 1 993 177 os. (391,8 os./km²); powierzchnia departamentu to 5087 km². Ośrodkiem administracyjnym (prefekturą) i największym miastem departamentu jest Marsylia. Na obszarze departamentu znajduje się Park Narodowy Calanques oraz 2 parki regionalne – Camargue i Alpilles.
Od 2 kwietnia 2015 prezydentem departamentu jest Martine Vassal z partii Republikanów.
W 2023 roku w skład departamentu wchodziło 119 gmin (lista).

## Miejscowości
- Marsylia (Marseille, 873 076)
- Aix-en-Provence (147 478)
- Arles (50 415)
- Martigues (48 568)
- Aubagne (47 342)
- Salon-de-Provence (44 731)
- Istres (44 577)
- La Ciotat (36 987)
- Vitrolles (35 532)
- Marignane (33 003)
- Miramas (26 405)
- Les Pennes-Mirabeau (22 161)
- Allauch (21 490)
- Gardanne (21 174)
- Châteauneuf-les-Martigues (17 909)
- Châteaurenard (16 669)
- Port-de-Bouc (16 136)
- Fos-sur-Mer (15 469)
- Tarascon (15 423)
- Bouc-Bel-Air (15 248)
- Berre-l’Étang (13 912)
- Saint-Martin-de-Crau (13 729)
- Auriol (12 839)
- Rognac (12 175)
- Septèmes-les-Vallons (11 734)
- Plan-de-Cuques (11 396)
- Trets (10 678)
- Pélissanne (10 554)
- Fuveau (10 115)
- Gignac-la-Nerthe (10 083)
- Cabriès (10 070)